# Stade français (basket-ball féminin)
Pour les articles homonymes, voir Stade français (homonymie).
Le Stade français, aussi connu sous le nom de Union Stade français Versailles entre 1985 et 1999, est un club féminin français de basket-ball ayant aujourd'hui disparu de l'élite du championnat de France. Basé à Paris, il s'agit d'une des sections du club omnisports le Stade français. La section qui a retrouvé le nom de Stade Français évolue désormais au niveau Nationale 1.
Son homologue masculin a également connu l'élite.

## Historique
La section basket-ball est fondée en 1920 et a alors pour président Bernard Gillet, mais prend réellement son envol dans les années 1980 avec son équipe féminine.
En 1985 le Stade Français s'associe avec le club de Versailles pour former l'union Stade Français Versailles, qui obtient deux titres de Champion de France féminin (1986 et 1987) et joue la Coupe d'Europe, avec une participation à la demi-finale. Cette structure disparaît à l'issue de la saison 1987-1988.
À partir de la saison 2014-2015 le Stade Français évolue en Nationale 2 avec des joueuses issues du Racing, de jeunes joueuses formées au club aidées par l'ex-internationale Nicole Antibe qui veut aider le club à retrouver une place dans l'élite du basket français féminin.
A l'issue de la saison 2021-2022, les joueuse du Stade Français décrochent le titre de Championnes de France de Nationale 2, et accèdent à la Nationale 1.

## Palmarès
- Champion de France
  - Sous le nom de Stade français : 1980, 1983, 1984, 1985
  - Sous le nom de Union Stade français Versailles : 1986, 1987
- Coupe de France : 1982, 1983, 1985

## Entraîneurs successifs
- ? - 1985 :  Joë Jaunay
- 1985 - 1988 :  Ghislaine Renaud

## Joueuses célèbres ou marquantes
- Catherine Clezardin
- Denise Curry
- Paoline Ékambi
- Nathalie Étienne
- Irène Guidotti
- Mary Anne O'Connor
- Rose-Marie Scheffler
- Justine Pernet